# Ламартін (Вісконсин)
Ламартін (англ. Lamartine) — місто (англ. town) в США, в окрузі Фон-дю-Лак штату Вісконсин. Населення — 1747 осіб (2020).

## Демографія
Згідно з переписом 2010 року, у місті мешкало 1737 осіб у 643 домогосподарствах у складі 526 родин. Було 667 помешкань
Расовий склад населення:
| - 98,1 % — білих - 0,6 % — чорних або афроамериканців - 0,2 % — корінних американців - 0,1 % — азіатів |

До двох чи більше рас належало 0,8 %. Частка іспаномовних становила 1,5 % від усіх жителів.
За віковим діапазоном населення розподілялося таким чином: 22,6 % — особи молодші 18 років, 66,1 % — особи у віці 18—64 років, 11,3 % — особи у віці 65 років та старші. Медіана віку мешканця становила 44,1 року. На 100 осіб жіночої статі у місті припадало 106,5 чоловіків;  на 100 жінок у віці від 18 років та старших — 107,9 чоловіків також старших 18 років.
Середній дохід на одне домашнє господарство  становив 82 340 доларів США (медіана — 71 971), а середній дохід на одну сім'ю — 91 436 доларів (медіана — 78 558). Медіана доходів становила 54 306 доларів для чоловіків та 47 778 доларів для жінок. За межею бідності перебувало 6,3 % осіб, у тому числі 10,8 % дітей у віці до 18 років та 2,7 % осіб у віці 65 років та старших.
Цивільне працевлаштоване населення становило 965 осіб. Основні галузі зайнятості: виробництво — 21,8 %, освіта, охорона здоров'я та соціальна допомога — 21,0 %, роздрібна торгівля — 9,7 %, будівництво — 8,1 %.